# Cirrochroa bajadeta
Cirrochroa bajadeta är en fjärilsart som beskrevs av Moore 1857. Cirrochroa bajadeta ingår i släktet Cirrochroa och familjen praktfjärilar. Inga underarter finns listade i Catalogue of Life.